# Vahi (vlek)
Vahi (Duits: Franzenhütte) is een plaats in de Estlandse gemeente Tartu vald, provincie Tartumaa. De plaats heeft de status van groter dorp of ‘vlek’ (Estisch: alevik) en telt 1475 inwoners (2021).
De plaats ligt aan de rivier Emajõgi. Aan de overkant van de rivier ligt Tähtvere in de stadsgemeente Tartu. Ten noorden van Vahi ligt een klein meer, het Vasula järv, met een oppervlakte van 8,5 ha.
In de gemeente Tartu vald ligt nog een plaats die Vahi heet. Die ligt ca. 20 km noordelijker en heeft de status van dorp (Estisch: küla). 

## Geschiedenis
Vahi als nederzetting ontstond pas in de jaren twintig van de 20e eeuw op het vroegere landgoed Franzenhütte (of Wahhi). Franzenhütte was een ‘semi-landgoed’ (Estisch: poolmõis), een landgoed dat deel uitmaakt van een groter landgoed. In dit geval was dat het landgoed van Raadi (tegenwoordig onder de naam Raadi-Kruusamäe een wijk van Tartu).
Tijdens de Tweede Wereldoorlog werden zowel het dorp als het houten landhuis van Vahi vernield. Het dorp werd in de jaren vijftig opnieuw opgebouwd, het landhuis niet.
Vahi kreeg pas in 1977 officieel de status van dorp. In 2011 werd de plaats van dorp tot vlek gepromoveerd.